# Marcelino Vaquero González
Marcelino Vaquero González del Río, noto anche come Marcelino Campanal o Campanal II (Gijón, 13 febbraio 1932 – Avilés, 25 maggio 2020), è stato un calciatore spagnolo, di ruolo difensore. Nel 1956 è stato candidato alla prima edizione del Pallone d'oro, arrivando 21.